# Bretonska klasika
Bretonska klasika (domače ime: Bretagne Classic; nekoč Circuit de Plouay, Grand-Prix de Plouay in GP Ouest-France), je poletna enodnevna kolesarska klasika, ki jo Plouay Cyclisme Organisation že od leta 1931 organizira v francoski SV zgodovinski pokrajini Bretanja okrog vasi Plouay.
Leta 2005 je bila dirka vljučena v prvo sezono UCI ProTour, leta 2011 pa še v UCI World Tour. 

## Zgodovina
Leta 1931 je prvo dirko po imenom Circuit de Plouay, svoje ime je namreč že večkrat spremenila, zdaj ima že četrto ime, organiziral tedaj že bivši doktor Berty Dirke po Franciji, ki je izkoristil svoj vpliv in že na prvo izvedbo dirke, uspel privabiti nekatera največja francoska kolesarska imena tistega časa. 
Prvo desetletje so povsem dominirali francoski kolesarji. Leta 1954 je kot prvi ne-francoz zmagal italijanski kolesar Ugo Anzile, naslednji pa šele leta 1979 in sicer nizozemski kolesar Frits Pirard. 
Leta 2005 je zmagal američan George Hincapie, a so mu naknadno (šele leta 2012), zaradi dopinga brisali vse rezultate tistega obdobja in tako za tisto leto v razpredelnici ni nobenega zmagovalca.
Leta 2011 je kot edini slovenec do zdaj zmagal Grega Bole, leta 2020 pa je bil Luka Mezgec drugi.

## Trasa
Dirka ima start in cilj v majhni vasici Plouay, v osrčju francoskega kolesarstva. Dirka ima 8 zelo zahtevnih krogov dolgih 27 kilometrov in še finalni krog (14 km) na obrobju Bretanje, skupni dolžini ca 250 kilometrov. Profil trase je tehnično zelo zahteven, saj vljučuje številne vzpone in tehnične spuste, ki kolesarja zelo izčrpajo. Prvi vzpon se začne že kmalu po štartu in gre čez Côte du Lézot (1 km) z povprečnim naklonom 6%. 
Naslednji lahek vzpon na Chapelle Sainte-Anne des Bois v dolžini 6 km označuje pol kroga. Po ravninskem delu se povzpne na Côte de Ty-Marrec, a z maksimalnim naklonom 10%. Konča pa se z finalnim krogom (14 km), z zadnjim vzponom na Côte de Ty-Marrec, ki daje možnost za pobeg šprinterjem. Ponavadi poskuša manjša skupina ubežnikov, ki pa je večinoma ujeta s strani šprinterjev in glavnine tik pred ciljem.

## Moški

### Zmagovalci po letih
| Leto                       | Zmagovalec                | Drugi                   | Tretji                      |
| -------------------------- | ------------------------- | ----------------------- | --------------------------- |
| ↓ "Circuit de Plouay" ↓    |                           |                         |                             |
| 1931                       | Fanch Favé                | Pierre Le Doare         | André Godinat               |
| 1932                       | Philippe Bono             | Paul Le Drogo           | Ferdinand Le Drogo          |
| 1933                       | Philippe Bono             | Raymond Louviot         | Julien Grujon               |
| 1934                       | Lucien Tulot              | Jean Keriel             | René Durin                  |
| 1935                       | Jean Le Dilly             | E. Le Gallo             | Raymond Drouet              |
| 1936                       | Pierre Cogan              | François Lucas          | Jean Le Dilly               |
| 1937                       | Jean-Marie Goasmat        | Robert Oubron           | Amédée Fournier             |
| 1938                       | Pierre Cloarec            | Robert Tanneveau        | Jean-Marie Goasmat          |
| 1945                       | Éloi Tassin               | Christophe Taeron       | Georges Gouyette            |
| 1946                       | Ange Le Strat             | Roger Chupin            | Pierre Cogan                |
| 1947                       | Raymond Louviot           | Albert Bourlon          | Roger Chupin                |
| 1948                       | Éloi Tassin               | Francis Chretien        | Raymond Louviot             |
| 1949                       | Armand Audaire            | Guy Butteux             | René Haugustaine            |
| 1950                       | Armand Audaire            | André Ruffet            | Germain Mercier             |
| 1951                       | Émile Guérinel            | Guy Butteux             | Jean Erussard               |
| 1952                       | Émile Guérinel            | François Mahé           | Jean Bobet                  |
| 1953                       | Serge Blusson             | Louis Gillet            | Raymond Scardin             |
| 1954                       | Ugo Anzile                | Jean Le Guilly          | Jean Cadras                 |
| 1955                       | Jean-Jacques Petitjean    | Jacques Dupont          | Joseph Le Cadet             |
| 1956                       | Valentin Huot             | René Fournier           | Joseph Morvan               |
| 1957                       | Isaac Vitré               | Joseph Morvan           | Joseph Groussard            |
| 1958                       | Jean Gainche              | André Ruffet            | Joseph Thomin Fernand Picot |
| 1959                       | Emmanuel Crenn            | Jean Gainche            | Félix Lebuhotel             |
| ↓ "Grand-Prix de Plouay" ↓ |                           |                         |                             |
| 1960                       | Hubert Ferrer             | André Foucher           | Joseph Velly                |
| 1961                       | Fernand Picot             | Emile Le Bigaut         | Max Bléneau                 |
| 1962                       | Jean Gainche              | Georges Groussard       | Joseph Morvan               |
| 1963                       | Fernand Picot             | Pierre Le Mellec        | Fernand Delort              |
| 1964                       | Jean Bourles              | Hubert Ferrer           | Jean Gainche                |
| 1965                       | François Goasduff         | Hubert Niel             | Jean-Louis Jagueneau        |
| 1966                       | Claude Mazeaud            | Jean Bourles            | Pierre Le Mellec            |
| 1967                       | François Hamon            | Georges Chappe          | Maurice Morin               |
| 1968                       | Jean Jourden              | Jean-Claude Lebaube     | André Zimmermann            |
| 1969                       | Jean Jourden              | François Goasduff       | Léon-Paul Ménard            |
| 1970                       | Gianni Marcarini          | Robert Bouloux          | Roland Berland              |
| 1971                       | Jean-Pierre Danguillaume  | Jacques Gestraud        | Raymond Delisle             |
| 1972                       | Robert Bouloux            | Gérard Besnard          | Enzo Mattioda               |
| 1973                       | Jean-Claude Largeau       | Gilbert Bellone         | Guy Sibille                 |
| 1974                       | Raymond Martin            | Jacques Botherel        | Claude Aigueparses          |
| 1975                       | Cyrille Guimard           | Jean-Louis Danguillaume | Guy Santy                   |
| 1976                       | Jacques Bossis            | Patrick Perret          | Pierre-Raymond Villemiane   |
| 1977                       | Jacques Bossis            | Roger Legeay            | Christian Seznec            |
| 1978                       | Pierre-Raymond Villemiane | Joop Zoetemelk          | Marcel Tinazzi              |
| 1979                       | Frits Pirard              | Jean Chassang           | Yvon Bertin                 |
| 1980                       | Patrick Friou             | Jacques Bossis          | Bernard Becaas              |
| 1981                       | Gilbert Duclos-Lassalle   | Dominique Arnaud        | Raymond Martin              |
| 1982                       | Francis Castaing          | Régis Clere             | Didier Vanoverschelde       |
| 1983                       | Pierre Bazzo              | Marc Madiot             | Stephen Roche               |
| 1984                       | Sean Kelly                | Frédéric Vichot         | Éric Caritoux               |
| 1985                       | Éric Guyot                | Rudy Matthijs           | Marc Madiot                 |
| 1986                       | Martial Gayant            | Sean Kelly              | Soren Lilholt               |
| 1987                       | Gilbert Duclos-Lassalle   | Jean-Claude Bagot       | Frédéric Brun               |
| 1988                       | Luc Leblanc               | Charly Mottet           | Patrice Esnault             |
| ↓ "GP Ouest-France" ↓      |                           |                         |                             |
| 1989                       | Jean-Claude Colotti       | Bruno Cornillet         | Gilles Delion               |
| 1990                       | Bruno Cornillet           | Martial Gayant          | Thomas Wegmüller            |
| 1991                       | Armand de Las Cuevas      | Andreas Kappes          | Miguel Arroyo               |
| 1992                       | Ronan Pensec              | Serge Baguet            | Thierry Claveyrolat         |
| 1993                       | Thierry Claveyrolat       | Jean-François Bernard   | Thierry Laurent             |
| 1994                       | Andrej Čmil               | Richard Virenque        | Jens Heppner                |
| 1995                       | Rolf Järmann              | Laurent Madouas         | Christian Henn              |
| 1996                       | Frank Vandenbroucke       | Laurent Brochard        | Andrej Čmil                 |
| 1997                       | Andrea Ferrigato          | Sergio Barbero          | Christopher Horner          |
| 1998                       | Pascal Hervé              | Ludo Dierckxsens        | Stéphane Heulot             |
| 1999                       | Christophe Mengin         | Markus Zberg            | Sergej Ivanov               |
| 2000                       | Michele Bartoli           | Nico Mattan             | Walter Bénéteau             |
| 2001                       | Nico Mattan               | Patrice Halgand         | Patrick Jonker              |
| 2002                       | Jeremy Hunt               | Stuart O’Grady          | Baden Cooke                 |
| 2003                       | Andy Flickinger           | Anthony Geslin          | Nicolas Jalabert            |
| 2004                       | Didier Rous               | Serge Baguet            | Guido Trentin               |
| 2005                       | brez zmagovalca           | Aljaksander Usov        | Davide Rebellin             |
| 2006                       | Vincenzo Nibali           | Juan Antonio Flecha     | Manuele Mori                |
| 2007                       | Thomas Voeckler           | Thor Hushovd            | Danilo Di Luca              |
| 2008                       | Pierrick Fédrigo          | Alessandro Ballan       | David López García          |
| 2009                       | Simon Gerrans             | Pierrick Fédrigo        | Paul Martens                |
| 2010                       | Matthew Goss              | Tyler Farrar            | Yoann Offredo               |
| 2011                       | Grega Bole                | Simon Gerrans           | Thomas Voeckler             |
| 2012                       | Edvald Boasson Hagen      | Rui Costa               | Heinrich Haussler           |
| 2013                       | Filippo Pozzato           | Giacomo Nizzolo         | Samuel Dumoulin             |
| 2014                       | Sylvain Chavanel          | Andrea Fedi             | Arthur Vichot               |
| 2015                       | Alexander Kristoff        | Simone Ponzi            | Ramūnas Navardauskas        |
| ↓ "Bretagne Classic" ↓     |                           |                         |                             |
| 2016                       | Oliver Naesen             | Alberto Bettiol         | Alexander Kristoff          |
| 2017                       | Elia Viviani              | Alexander Kristoff      | Sonny Colbrelli             |
| 2018                       | Oliver Naesen             | Michael Valgren         | Tim Wellens                 |
| 2019                       | Sep Vanmarcke             | Tiesj Benoot            | Jack Haig                   |
| 2020                       | Michael Matthews          | Luka Mezgec             | Florian Sénéchal            |
| 2021                       | Benoît Cosnefroy          | Julian Alaphilippe      | Mikkel Frolich Honoré       |
| 2022                       | Wout van Aert             | Axel Laurance           | Alexander Kamp              |
| 2023                       | Valentin Madouas          | Mathieu Burgaudeau      | Felix Großschartner         |
| 2024                       | Marc Hirschi              | Paul Magnier            | Magnus Cort                 |

### Večkratni zmagovalci
| Zmage | Kolesar                 | Edicija     |
| ----- | ----------------------- | ----------- |
| 2     | Philippe Bono\|         | 1932 + 1933 |
| 2     | Eloi Tassin             | 1945 + 1948 |
| 2     | Amand Audaire           | 1949 + 1950 |
| 2     | Émile Guérinel          | 1951 + 1952 |
| 2     | Jean Gainche            | 1958 + 1962 |
| 2     | Fernand Picot           | 1961 + 1963 |
| 2     | Jean Jourden            | 1968 + 1969 |
| 2     | Jacques Bossis          | 1976 + 1977 |
| 2     | Gilbert Duclos-Lassalle | 1981 + 1987 |
| 2     | Oliver Naesen           | 2016 + 2018 |

### Zmagovalci po državah
| Zmage | Država              |
| ----- | ------------------- |
| 63    | Francija            |
| 6     | Belgija             |
| 6     | Italija             |
| 3     | Avstralija          |
| 2     | Norveška            |
| 2     | Švica               |
| 1     | Irska               |
| 1     | Moldavija           |
| 1     | Nizozemska          |
| 1     | Slovenija           |
| 1     | Združeno kraljestvo |

## Opomba
1. ↑  George Hincapie je leta 2005 zmagal. A mu je UCI naknadno, leta 2012, dotično zmago in vse rezultate med 31.5.2004 in 31.7.2006 zaradi dopinga črtal.